# U-19-Fußball-Weltmeisterschaft der Frauen 2004
Die U-19-Fußball-Weltmeisterschaft der Frauen 2004 (offiziell 2004 FIFA U-19 Women’s World Championship) war die zweite Ausspielung dieses Wettbewerbs für Fußballspielerinnen unter 19 Jahren (Stichtag: 1. Januar 1985) und fand  vom 10. bis 27. November 2004 in Thailand statt. Thailand richtete damit erstmals ein FIFA-Turnier aus. Gespielt wurde in den Städten Bangkok, Chiang Mai und Phuket. Es nahmen zwölf Mannschaften am Turnier teil. Sieger wurde  Deutschland durch einen 2:0-Sieg über China.

## Spielorte
| Bangkok |

| Chiang Mai |

| Phuket |

| Bangkok |

| Chiang Mai |

| Phuket |

## Teilnehmer
| 4 aus Europa                        | Deutschland | Italien *  | Russland * | Spanien * |
| 3 aus Asien                         | China *     | Südkorea * | Thailand * |           |
| 2 aus Nord-, Mittelamerika, Karibik | Kanada      | USA        |            |           |
| 1 aus Südamerika                    | Brasilien   |            |            |           |
| 1 aus Afrika                        | Nigeria     |            |            |           |
| 1 aus Ozeanien                      | Australien  |            |            |           |

* Erstteilnahme.

## Vorrunde

### Gruppe A
| Pl. | Land        | Sp. | S | U | N | Tore    | Diff. | Punkte |
| --- | ----------- | --- | - | - | - | ------- | ----- | ------ |
| 1.  | Deutschland | 3   | 2 | 1 | 0 | 013:300 | +10   | 07     |
| 2.  | Kanada      | 3   | 2 | 1 | 0 | 012:400 | +8    | 07     |
| 3.  | Australien  | 3   | 1 | 0 | 2 | 006:600 | ±0    | 03     |
| 4.  | Thailand    | 3   | 0 | 0 | 3 | 000:180 | −18   | 0      |

|                                              |   |             |           |
| 10. November 2004 in Bangkok (Rajamangala)   |   |             |           |
| Thailand                                     | – | Deutschland | 0:6 (0:6) |
| Australien                                   | – | Kanada      | 1:2 (0:2) |
| 13. November 2004 in Bangkok (Suphachalasai) |   |             |           |
| Deutschland                                  | – | Australien  | 4:0 (2:0) |
| Kanada                                       | – | Thailand    | 7:0 (4:0) |
| 16. November 2004 in Bangkok (Suphachalasai) |   |             |           |
| Deutschland                                  | – | Kanada      | 3:3 (3:2) |
| 16. November 2004 in Chiang Mai              |   |             |           |
| Australien                                   | – | Thailand    | 5:0 (4:0) |

Mit Kanada und Deutschland wurden der Zweite bzw. der Dritte der letzten Weltmeisterschaft zusammen mit dem Gastgeber und Australien in eine Gruppe gelost. Nachdem beide Mannschaften jeweils ihre ersten zwei Spiele gewonnen hatten, standen die Europäerinnen und die Nordamerikanerinnen bereits vorzeitig als Viertelfinalisten fest. Im letzten Spiel ging es für beide Mannschaften nur noch um den Gruppensieg. Die deutsche Mannschaft erwischte hierbei einen Blitzstart und führte bereits nach 10 Minuten durch die Tore von Patricia Hanebeck und Anja Mittag mit 2:0. In der 37. Spielminute erhöhte Mittag gar auf 3:0, Kanada schlug allerdings zurück und konnte durch einen Doppelschlag in der 40. und 41. Minute auf 2:3 verkürzen. In der zweiten Halbzeit erzielte Brittany Timko den 3:3-Endstand. Deutschland belegte trotz dieses Unentschiedens aufgrund der besseren Tordifferenz den ersten Platz.
Australien konnte sich dank des 5:0-Sieg über die überforderten Gastgeberinnen, die mit einem 0:7 gegen Kanada die bisher höchste Niederlage in der Geschichte des Turniers einstecken mussten, als einer der zwei Gruppendritten für das Viertelfinale qualifizieren.

### Gruppe B
| Pl. | Land      | Sp. | S | U | N | Tore    | Diff. | Punkte |
| --- | --------- | --- | - | - | - | ------- | ----- | ------ |
| 1.  | Brasilien | 3   | 2 | 0 | 1 | 006:500 | +1    | 06     |
| 2.  | China     | 3   | 2 | 0 | 1 | 004:300 | +1    | 06     |
| 3.  | Nigeria   | 3   | 1 | 1 | 1 | 004:400 | ±0    | 04     |
| 4.  | Italien   | 3   | 0 | 1 | 2 | 003:500 | −2    | 01     |

|                                              |   |           |           |
| 10. November 2004 in Chiang Mai              |   |           |           |
| Nigeria                                      | – | China     | 0:1 (0:0) |
| Italien                                      | – | Brasilien | 1:2 (0:1) |
| 13. November 2004 in Chiang Mai              |   |           |           |
| China                                        | – | Italien   | 2:1 (0:1) |
| Nigeria                                      | – | Brasilien | 3:2 (2:0) |
| 16. November 2004 in Bangkok (Suphachalasai) |   |           |           |
| China                                        | – | Brasilien | 1:2 (0:1) |
| 16. November 2004 in Chiang Mai              |   |           |           |
| Nigeria                                      | – | Italien   | 1:1 (0:0) |

Brasilien und China setzten sich in dieser Gruppe wie erwartet als Gruppenerster bzw. -zweiter durch. Nigeria und Italien hatten am letzten Spieltag noch die Möglichkeit, sich als einer der besten Gruppendritten für das Viertelfinale zu qualifizieren. Die Italienerinnen führten bis zur 88. Minute mit 1:0, ehe Akudo Sabi den Ausgleich erzielen konnte. Damit stand Nigeria bei seiner zweiten Teilnahme erstmals im Viertelfinale.

### Gruppe C
| Pl. | Land     | Sp. | S | U | N | Tore    | Diff. | Punkte |
| --- | -------- | --- | - | - | - | ------- | ----- | ------ |
| 1.  | USA      | 3   | 3 | 0 | 0 | 008:100 | +7    | 09     |
| 2.  | Russland | 3   | 1 | 0 | 2 | 005:700 | −2    | 03     |
| 3.  | Südkorea | 3   | 1 | 0 | 2 | 003:500 | −2    | 03     |
| 4.  | Spanien  | 3   | 1 | 0 | 2 | 003:600 | −3    | 03     |

|                                              |   |          |           |
| 11. November 2004 in Phuket                  |   |          |           |
| Südkorea                                     | – | USA      | 0:3 (0:2) |
| Russland                                     | – | Spanien  | 4:1 (2:1) |
| 14. November 2004 in Phuket                  |   |          |           |
| Südkorea                                     | – | Spanien  | 1:2 (0:1) |
| USA                                          | – | Russland | 4:1 (2:0) |
| 18. November 2004 in Phuket                  |   |          |           |
| USA                                          | – | Spanien  | 1:0 (1:0) |
| 18. November 2004 in Bangkok (Suphachalasai) |   |          |           |
| Russland                                     | – | Südkorea | 0:2 (0:1) |

Die Gruppe C war mit Titelverteidiger USA, Europameister Spanien und Asienmeister Südkorea nominell die stärkste. Allerdings dominierten die US-Girls diese Gruppe von Anfang an und konnten alle ihre Spiele gewinnen, während Russland bei gleicher Punktzahl aufgrund der mehr erzielten Tore gegenüber Spanien und Südkorea ins Viertelfinale kam.

### Drittplatzierte
| Pl. | Land       | Sp. | S | U | N | Tore    | Diff. | Punkte |
| --- | ---------- | --- | - | - | - | ------- | ----- | ------ |
| 1.  | Nigeria    | 3   | 1 | 1 | 1 | 004:400 | ±0    | 04     |
| 2.  | Australien | 3   | 1 | 0 | 2 | 006:600 | ±0    | 03     |
| 3.  | Südkorea   | 3   | 1 | 0 | 2 | 003:500 | −2    | 03     |

## Finalrunde

### Viertelfinale
|                                              |   |            |                                 |
| 21. November 2004 in Chiang Mai              |   |            |                                 |
| Deutschland                                  | – | Nigeria    | 1:1 n. V. (1:1, 0:1), 5:4 i. E. |
| 21. November 2004 in Bangkok (Suphachalasai) |   |            |                                 |
| Brasilien                                    | – | Russland   | 4:2 n. V. (2:2, 1:1)            |
| 21. November 2004 in Chiang Mai              |   |            |                                 |
| USA                                          | – | Australien | 2:0 (0:0)                       |
| 21. November 2004 in Bangkok (Suphachalasai) |   |            |                                 |
| Kanada                                       | – | China      | 1:3 (0:2)                       |

Deutschland tat sich gegen die kampfstarken Nigerianerinnen extrem schwer und geriet in der 35. Minute in Rückstand. Erst vier Minuten vor Schluss gelang Anja Mittag der Ausgleichstreffer. Da in der Verlängerung keine Entscheidung fiel, musste das Elfmeterschießen über den Einzug ins Halbfinale entscheiden. Deutschland setzte sich hierbei dank Torhüterin Tessa Rinkes, die einen Elfmeter parieren konnte, mit 5:4 durch.
Russland lag bis zur 4. Minute der Nachspielzeit mit 2:1 in Führung, ehe Cristiane ausgleichen konnte. In der Verlängerung brachen die Russinnen konditionell ein und Brasilien gewann durch zwei Tore von Sandra noch mit 4:2.
Die USA gewannen gegen Australien mühelos mit 2:0, Torschützen waren Amy Rodriguez und Megan Rapinoe.
Die Kanadierinnen mussten gleich ab der ersten Minute mit nur 10 Spielerinnen gegen China antreten, nachdem Stacey van Boxmeer nach einem schweren Foul im Strafraum des Feldes verwiesen wurde. Den anschließenden Elfmeter verwandelte Zhang Ying erfolgreich. In der 20. Minute erhöhte Ying auf 2:0. Dem zwischenzeitlichen Anschlusstreffer durch Timko folgte der 3:1-Siegestreffer der Chinesinnen nur eine Minute später.

### Halbfinale
|                                              |   |       |           |
| 24. November 2004 in Bangkok (Suphachalasai) |   |       |           |
| Deutschland                                  | – | USA   | 3:1 (1:1) |
| 24. November 2004 in Bangkok (Suphachalasai) |   |       |           |
| Brasilien                                    | – | China | 0:2 (0:2) |

### Spiel um Platz 3
|                                            |   |           |           |
| 27. November 2004 in Bangkok (Rajamangala) |   |           |           |
| USA                                        | – | Brasilien | 3:0 (2:0) |

### Finale
| Deutschland                                                 | Deutschland | China | China |
| ----------------------------------------------------------- | --- | --- | ----- |
| Deutschland                                                 | \| 27. November 2004 in Bangkok (Rajamangala National Stadium) \| \| Ergebnis: 2:0 (1:0) \| \| Zuschauer: 23.000 \| \| Schiedsrichterin: Virginia Tovar ( Mexiko) \|                                                                                         | \| 27. November 2004 in Bangkok (Rajamangala National Stadium) \| \| Ergebnis: 2:0 (1:0) \| \| Zuschauer: 23.000 \| \| Schiedsrichterin: Virginia Tovar ( Mexiko) \|                           | China |
| Deutschland                                                 | Tessa Rinkes – Anne van Bonn, Elena Hauer, Annike Krahn, Peggy Nietgen – Melanie Behringer, Karolin Thomas, Célia Okoyino da Mbabi, Simone Laudehr (66. Angelika Feldbacher) – Patricia Hanebeck (61. Lena Goeßling), Anja Mittag Cheftrainerin: Silvia Neid | Yanru Zhang, Yan Gao, Lin Guo, Kun Wang, Yongxia Sun, Sun Ling (36. Yuan Xu), Ying Zhang, Dandan Wang (74. Ma Xiaoxu), Sa Liu (57. Yue Guo), Xiaoxu Lou, Xinzhi Weng Cheftrainer: Wang Haiming | China |
| Deutschland                                                 | 1:0 Simone Laudehr (4.) 2:0 Melanie Behringer (83.) | | China |
| Deutschland                                                 | Angelika Feldbacher | | China |
| 27. November 2004 in Bangkok (Rajamangala National Stadium) | | |       |
| Ergebnis: 2:0 (1:0)                                         | | |       |
| Zuschauer: 23.000                                           | | |       |
| Schiedsrichterin: Virginia Tovar ( Mexiko)                  | | |       |

## Beste Torschützinnen
| Rang | Spielerin              | Tore |
| ---- | ---------------------- | ---- |
| 01   | Brittany Timko         | 7    |
| 02   | Anja Mittag            | 6    |
| 03   | Angie Kerr             | 3    |
|      | Marta                  | 3    |
|      | Christiane             | 3    |
|      | Collette McCallum      | 3    |
|      | Zhang Ying             | 3    |
|      | Lou Xiaoxu             | 3    |
|      | Célia Okoyino da Mbabi | 3    |
|      | Megan Rapinoe          | 3    |
|      | Jessica Rostedt        | 3    |
| 12   | Simone Laudehr         | 2    |
|      | Patricia Hanebeck      | 2    |
|      | Lena Goeßling          | 2    |
|      | Melanie Behringer      | 2    |
|      | ...                    | 2    |
| 22   | Anna Blässe            | 1    |
|      | Annike Krahn           | 1    |

## Auszeichnungen
- Goldener Ball

Die Brasilianerin Marta wurde mit dem Goldenen Ball als beste Spielerin ausgezeichnet. Der Silberne Ball ging an die US-Amerikanerin Angie Woznuk und der Bronzenen Ball an die Deutsche Anja Mittag.
- Goldener Schuh

Die Kanadierin Brittany Timko gewann den Goldenen Schuh für die beste Torschützin des Turniers. Sie konnte in vier Spielen 7 Tore erzielen. Die Deutsche Anja Mittag erhielt den Silbernen Schuh (6 Tore) und der Bronzene Schuh ging an die US-Amerikanerin Angie Woznuk, die wie die Brasilianerin Marta 3 Tore und 4 Vorlagen erreichte, dazu aber weniger Spielminuten benötigte.
- FIFA Fair Play Award

Der Fair-Play Award für die fairste Mannschaft des Turniers ging an die USA.

## Ausblick
Die FIFA beschloss für das nächste Turnier die Altersgrenze von 19 auf 20 Jahre zu erhöhen. Damit wurde die Altersgrenze an den Männerbereich angeglichen und gleichzeitig Platz geschaffen für die U-17-Fußball-Weltmeisterschaft der Frauen, die seit 2008 ausgetragen wird.

## Die deutsche Mannschaft
Bundestrainerin Silvia Neid nominierte folgenden Kader für das Turnier:
| Nr.        | Name                   | Verein                 | geboren    | Spiele | Tore |     |     |     |
| Tor        | Tor                    | Tor                    | Tor        | Tor    | Tor  | Tor | Tor | Tor |
| ---------- | ---------------------- | ---------------------- | ---------- | ------ | ---- | --- | --- | --- |
| 12         | Kathrin Längert        | FCR 2001 Duisburg      | 04.06.1987 | 0      | 0    |     |     |     |
| 01         | Tessa Rinkes           | Mellendorfer TV        | 14.09.1986 | 6      | 0    |     |     |     |
| Abwehr     |                        |                        |            |        |      |     |     |     |
| 13         | Elena Hauer            | FCR 2001 Duisburg      | 13.02.1986 | 5      | 0    |     |     |     |
| 05         | Annike Krahn           | FCR 2001 Duisburg      | 01.07.1985 | 6      | 1    |     |     |     |
| 02         | Peggy Nietgen          | 1. FFC Turbine Potsdam | 12.08.1986 | 6      | 0    |     |     |     |
| 15         | Stephanie Mpalaskas    | FCR 2001 Duisburg      | 12.02.1986 | 1      | 0    |     |     |     |
| 14         | Carolin Schiewe        | 1. FFC Turbine Potsdam | 23.10.1988 | 1      | 0    |     |     |     |
| 03         | Anne van Bonn          | FCR 2001 Duisburg      | 12.10.1985 | 6      | 0    |     |     |     |
| Mittelfeld |                        |                        |            |        |      |     |     |     |
| 07         | Melanie Behringer      | SC Freiburg            | 18.11.1985 | 6      | 2    |     |     |     |
| 17         | Angelika Feldbacher    | FFC Wacker München     | 03.06.1986 | 5      | 0    |     |     |     |
| 08         | Lena Goeßling          | FC Gütersloh 2000      | 08.03.1986 | 4      | 2    |     |     |     |
| 18         | Nina Jokuschies        | Holstein Kiel          | 04.08.1986 | 1      | 0    |     |     |     |
| 16         | Annika Niemeier        | TSV Jahn Calden        | 15.04.1987 | 2      | 0    |     |     |     |
| 10         | Célia Okoyino da Mbabi | SC 07 Bad Neuenahr     | 27.06.1988 | 5      | 3    |     |     |     |
| 06         | Karolin Thomas         | 1. FFC Turbine Potsdam | 03.04.1985 | 6      | 0    |     |     |     |
| 21         | Carolin Veeh           | TSV Crailsheim         | 15.09.1987 | 0      | 0    |     |     |     |
| Angriff    |                        |                        |            |        |      |     |     |     |
| 19         | Anna Blässe            | FF USV Jena            | 27.02.1987 | 3      | 1    |     |     |     |
| 20         | Patricia Hanebeck      | FCR 2001 Duisburg      | 26.02.1986 | 5      | 2    |     |     |     |
| 11         | Simone Laudehr         | FCR 2001 Duisburg      | 12.07.1986 | 6      | 2    |     |     |     |
| 09         | Anja Mittag            | 1. FFC Turbine Potsdam | 16.05.1985 | 6      | 6    |     |     |     |

Melanie Behringer, Annike Krahn, Simone Laudehr und Anja Mittag gewannen 2007 mit der A-Nationalmannschaft die Weltmeisterschaft.